# Coupe d'Afrique de tennis de table
La Coupe d'Afrique ITTF est une compétition annuelle de tennis de table organisée par la Fédération internationale de tennis de table (ITTF) et la Fédération africaine de tennis de table. La compétition comprend des épreuves simples hommes et femmes, avec 16 joueurs qualifiés pour participer à chaque épreuve, sous réserve d'un maximum de deux joueurs par association,.
Depuis 2016, la Coupe d'Afrique sert d'épreuve de qualification pour la Coupe du monde.

## Palmarès
| Année               | Simple messieurs | Simple messieurs  | Simple messieurs    |                    | Simple dames       | Simple dames    | Simple dames |
| Année               | Or               | Argent            | Bronze              | Or                 | Argent             | Bronze          |              |
| ------------------- | ---------------- | ----------------- | ------------------- | ------------------ | ------------------ | --------------- | ------------ |
| Tunis 2025          | Omar Assar       | Quadri Aruna      | Abdel-Kader Salifou | Hana Goda          | Dina Meshref       | Mariam Alhodaby |              |
| Tunis 2025          | Omar Assar       | Quadri Aruna      | Ylane Batix         | Hana Goda          | Dina Meshref       | Fatimo Bello    |              |
| Kigali 2024         | Quadri Aruna     | Mohamed El-Beiali | Olajide Omotayo     | Dina Meshref       | Mariam Alhodaby    | Hana Goda       |              |
| Kigali 2024         | Quadri Aruna     | Mohamed El-Beiali | Youssef Abdel-Aziz  | Dina Meshref       | Mariam Alhodaby    | Offiong Edem    |              |
| Nairobi 2023        | Omar Assar       | Quadri Aruna      | Mohamed El-Beiali   | Hana Goda          | Dina Meshref       | Marwa Alhodaby  |              |
| 2022                | Omar Assar       | Quadri Aruna      | Mohamed El-Beiali   | Hana Goda          | Fatima Bello       | Dina Meshref    |              |
| 2020                | Ahmed Saleh      | Quadri Aruna      | Omar Assar          | Dina Meshref       | Offiong Edem       | Sarah Hanffou   |              |
| 2019                | Omar Assar       | Quadri Aruna      | Ahmed Saleh         | Dina Meshref       | Yousra Helmy       | Offiong Edem    |              |
| 2018                | Omar Assar       | Quadri Aruna      | Ahmed Saleh         | Dina Meshref       | Sarah Hanffou      | Offiong Edem    |              |
| Agadir 2017         | Quadri Aruna     | Omar Assar        | Ahmed Saleh         | Dina Meshref       | Olufunke Oshonaike | Yousra Helmy    |              |
| Khartoum 2016       | Quadri Aruna     |                   |                     | Dina Meshref       |                    |                 |              |
| Yaoundé 2015        | Omar Assar       |                   |                     | Dina Meshref       |                    |                 |              |
| Lagos 2014          | Quadri Aruna     |                   |                     | Dina Meshref       |                    |                 |              |
| Oyo 2013            | El-sayed Lashin  |                   |                     | Han Xing           |                    |                 |              |
| Rabat 2011          | Ahmed Saleh      |                   |                     | Dina Meshref       |                    |                 |              |
| Rabat 2009          | Quadri Aruna     |                   |                     | Han Xing           |                    |                 |              |
| Johannesbourg 2002  | El-sayed Lashin  | Ahmed Saleh       |                     | Ayatollah          | Offiong Edem       |                 |              |
| Minya 2001          | Reda Amr         | Ahmed Saleh       |                     | Olufunke Oshonaike | Shahira El-Alfy    |                 |              |
| Nairobi 1999        | El-sayed Lashin  | Ismael Hesham     |                     | Shahira El-Alfy    | Surita Odendaal    |                 |              |
| Le Caire 1998       | El-sayed Lashin  | Ahmed Saleh       |                     | Shaimaa Abdul-Aziz | Shahira El-Alfy    |                 |              |
| Port Elizabeth 1997 | Ahmed Saleh      | Lanre Jegede      |                     | Shaimaa Abdul-Aziz | Bacent Osman       |                 |              |
| Kinshasa 1991       | Sule Olaleye     |                   |                     |                    |                    |                 |              |